# Миливој Југин
Миливој Југин (Кикинда, 22. август 1925 — 20. јануар 2013) био је ваздухопловни инжењер, конструктор и публициста.
Под утицајем породичног пријатеља и конструктора авиона Косте Сивчева, Југин је дипломирао на Ваздухопловном одсеку Машинског факултета у Београду.
Астронаутиком се бавио од 1954. године. Био је стручни коментатор Телевизије Београд, учествовао на многим астронаутичким конгресима, између осталог, на светској конференцији о мирољубивом коришћењу васионског простора 1968. у Бечу. Посетио је два пута космодром Кејп Кенеди у САД и боравио у Звезданом граду совјетских космонаута код Москве. Преносио је директно полетање Апола 11 из Кејп Кенедија, а потом се вратио у студио у Београд да преноси слетање на Месец. Сарађивао је у бројним листовима и часописима. Одржао је преко 500 јавних предавања о астронаутици.
Носилац је више јавних признања за ширење науке. Написао је преко 10 књига међу којима су прве издате:Вештачки земљини сателити (1960), Освајање васионе (1963), Сателити и космички бродови (1965), Човек и космос (1969) и друге.